# Bazyli Sturdza
Bazyli Sturdza (rum. Vasile Sturdza; ur. 8 listopada 1810 w Bârladzie, zm. styczniu 1870 w Jassach) – kajmakam Mołdawii w latach 1858–1859.

## Biografia
Pochodził z możnej rodziny Sturdzów, z której pochodziło kilku hospodarów mołdawskich. Jesienią 1858 wybrany, jako kajmakam, wraz z Anastazym Panu i Stefanem Catargiu, do trzyosobowego zarządu tymczasowego Mołdawii, którego celem był doprowadzenie do wyboru hospodara. Zwolennik powstania państwa rumuńskiego, wraz ze Sturdzą doprowadził do usunięcia przeciwnika zjednoczenia Mołdawii i Wołoszczyzny Catargiu i zastąpienia go przez Jana Cantacuzino. Po wyborze Aleksandra Jana Cuzy na hospodara pełnił funkcje ministra spraw wewnętrznych i premiera Mołdawii.